# 伊崎zaki雄太郎
伊崎zaki雄太郎（1994年5月23日 - ）は、日本の音楽家、キーボーディスト、作曲家、編曲家。神奈川県出身。桐蔭学園高等学校卒業。
幼少期よりクラシックピアノを学ぶ。中学生のときスキマスイッチの曲でJ-Popに本格的に目覚める。中学時代・高校時代はMr.childrenのプロデューサー小林武史を尊敬していたため、作曲やコード理論に没頭する。小林武史がJazz理論を把握していたことを知り、大学入学後はJazzを学ぼうと決意。スウィングからラテン、ファンク等幅広いジャンルに精通している。
2014年から2017年まで昭和大学Medical All Stars Jazz Orchestraに在籍。
2015年から2017年までは山野楽器主催のYAMANO BIG BAND JAZZ CONTESTにピアノで出場。ソリストなどを歴任。
2017年8月頃よりフュージョン・アンビエント・インストバンド「Apneumo」のキーボーディストとしてリーダーのfuruya（Gt.）の勧誘により参加。
2017年11月20日、Motion Blue yokohamaにおいて所属バンド「Apneumo」の『moon satellite』Release Live（ワンマン）に出演。
その他、数多くのライブやレコーディングに参加。